# 르노 윌슨

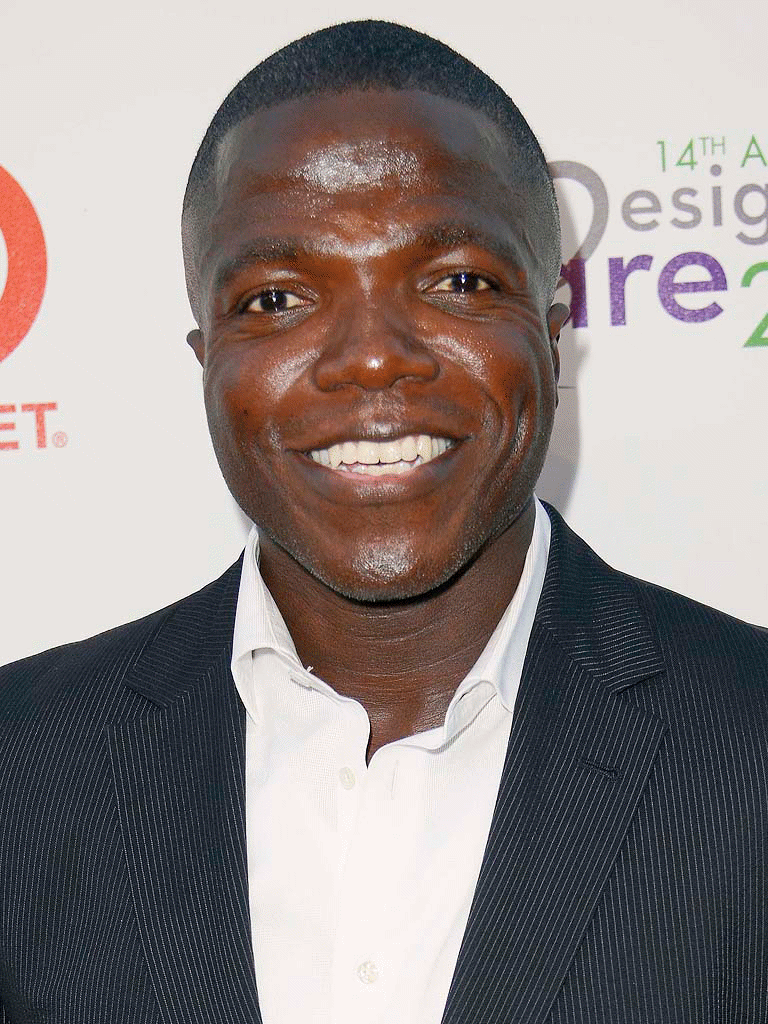

리노 윌슨(Reno Wilson, 영어 발음: /ˈriːnoʊ/, 1970년 1월 20일 ~ )은 미국의 배우, 성우이다.
브루클린에서 태어났다.

## 출연 작품
- 오피서 다운 (2016년)
- 위크 (2015년)
- 투큰 (2015년)
- 트랜스포머: 사라진 시대 (2014년) - 브레인 목소리 역
- 킬 스피드 (2010년) - 카일 잭슨 역
- 아드레날린 24 2 (2009년) - 올랜도 역
- 트랜스포머: 패자의 역습 (2009년)
- 트랜스포머 (2007년) - 프렌지 목소리 역
- 아드레날린 24 (2006년) - 올란도 역
- 라스베가스 (2003년)
- 쉬 크리처 (2001년)
- 화이트보이스 (1999년)
- 대강탈 (1997년)
- 로프 드레프트 (1997년)
- 코치 (1989년)

### 텔레비전
- 코스비 가족 (1988-89)
- 프리즌 브레이크 (2009)
- 마이크 앤 몰리 (2010-16) - 칼 맥밀런 역
- 굿 걸스 (2018-21)